# Ebony and Ivory
«Ebony and Ivory» (с англ. — «Эбеновое дерево и слоновая кость») — песня в исполнении дуэта Пола Маккартни и Стиви Уандера, вышедшая в марте 1982 года и возглавлявшая чарты США, Великобритании и многих других стран. Композиция посвящена идее мирного и гармоничного сосуществования людей разной расовой принадлежности. В образе эбенового дерева предстаёт африканская (чернокожая) раса, в образе слоновой кости — европейская (белая) раса; сочетание этих материалов на клавиатуре фортепиано символизирует идею гармоничных межрасовых отношений.

## История
Песня вышла 29 марта 1982 года и входила в альбом Пола Маккартни Tug of War. «Ebony and Ivory» 7 недель возглавляла американский хит-парад Billboard Hot 100, став в результате синглом № 4 всего 1982 года.
Для Маккартни эта песня стала рекордной по числу недель на вершине чарта среди всех его постбитловских работ и 2-й за всю карьеру после сингла «Hey Jude» (вместе с The Beatles); для Стиви Уандера песня стала рекордной для всей его карьеры по числу недель на первом месте хит-парада. Кроме того, эта песня стала первой для любого участника группы Beatles хитом в R&B чартах Billboard.
В 2008 году песня была названа № 59 в списке журнала Billboard «Greatest Songs of all time».

## Список композиций
7" single
1. «Ebony and Ivory» (with Stevie Wonder)
2. «Rainclouds»

12" single
1. «Ebony and Ivory» (with Stevie Wonder)
2. «Rainclouds»
3. «Ebony and Ivory» (solo version)
4. «Ebony and Shaft» (Funky version)

## Участники записи
- Пол Маккартни: бас-гитара, гитара, синтезаторы, фортепиано, вокодер, перкуссия, вокал
- Стиви Уандер: синтезаторы, электропианино, ударные, перкуссия, вокал

## Цензура
Во времена господства в ЮАР политики апартеида песня была запрещена Южно-Африканской телерадиовещательной корпорацией; она стала единственной запрещённой в этой стране песней в сольной карьере Пола Маккартни. Официальной причиной запрета было объявлено то, что Стиви Уандер, получив в 1984 году премию «Оскар» за песню «I Just Called to Say I Love You», посвятил эту награду Нельсону Манделе.

## Положение в хит-парадах
| Хит-парад (1982)                     | Высшая позиция |
| ------------------------------------ | -------------- |
| Австралия (Kent Music Report)        | 2              |
| Австрия (Ö3 Austria Top 40)          | 3              |
| Бельгия/Фландрия (Ultratop 50)       | 2              |
| Канада (CBC)                         | 1              |
| Канада (RPM Top Singles)             | 1              |
| Канада (RPM Adult Contemporary)      | 2              |
| Дания (Hitlisten)                    | 5              |
| Европа (Europarade Top 30)           | 1              |
| Финляндия (Suomen virallinen lista)  | 1              |
| Франция (IFOP)                       | 5              |
| Германия (GfK)                       | 1              |
| Исландия (RÚV)                       | 1              |
| Ирландия (IRMA)                      | 1              |
| Израиль (IBA)                        | 1              |
| Япония, Japan Singles (Oricon)       | 26             |
| Япония, Japan International (Oricon) | 1              |
| Нидерланды (Dutch Top 40)            | 3              |
| Нидерланды (Single Top 100)          | 3              |
| Новая Зеландия (Recorded Music NZ)   | 2              |
| Норвегия (VG-lista)                  | 1              |
| Польша (LP3)                         | 4              |
| ЮАР (Springbok)                      | 3              |
| Испания (AFYVE)                      | 1              |
| Швеция (Sverigetopplistan)           | 2              |
| Швейцария (Schweizer Hitparade)      | 2              |
| Великобритания (OCC UK Singles)      | 1              |
| США (Billboard Hot 100)              | 1              |
| США (Billboard Adult Contemporary)   | 1              |
| США Cash Box Top 100                 | 1              |
| Зимбабве (ZIMA)                      | 1              |

## Сертификации
| Регион | Сертификация | Продажи    |
| --- | ------------ | ---------- |
| Новая Зеландия (RMNZ) | Золотой      | 10 000*    |
| США (RIAA) | Золотой      | 1 000 000^ |
| * Данные о продажах приведены только на основе сертификации. ^ Данные о тиражах приведены только на основе сертификации. |              |            |